# Jörg Bach (Fußballspieler)
Jörg Bach (* 20. November 1965 in Koblenz) ist ein ehemaliger deutscher Fußballspieler und aktueller Trainer. Bach spielte für SG Wattenscheid 09, den Hamburger SV und Fortuna Düsseldorf insgesamt 202 Mal in der Bundesliga.

## Sportliche Laufbahn
In seiner Jugend spielte Bach in Metternich, für die Eisbachtaler Sportfreunde, in Hamm (Sieg), für Wirges und BSV Weißenthurm. Mit 19 wechselte er 1985 zur SG Wattenscheid 09 in die 2. Bundesliga. 1990 stiegen die Wattenscheider in die Bundesliga auf, Bach hatte mit 36 Einsätzen und 5 Toren maßgeblich dazu beigetragen. Sein erstes Bundesligaspiel absolvierte er am 27. Oktober 1990 gegen den 1. FC Kaiserslautern. Nach vier Bundesligajahren für Wattenscheid wechselte er 1994 für eine Ablösesumme von umgerechnet 600.000 € zum Ligakonkurrenten Hamburger SV. Doch schon nach einer Saison zog es ihn weiter zur Fortuna Düsseldorf, für die er zwei Jahre in der Bundesliga und zwei Jahre in der 2. Liga spielte. Zum Ende seiner Karriere war er noch eine Saison für Eintracht Trier in der drittklassigen Regionalliga West/Südwest am Ball, bevor er im Jahr 2000 Sportinvalide wurde.
Insgesamt brachte Bach es auf 202 Bundesligaspiele (13 Tore) und 88 Einsätze in der 2. Liga (7 Tore).
Im DFB-Pokal kam er insgesamt 15 Mal zum Einsatz und erzielte dabei einen Treffer. Sein größter Erfolg war dabei das Erreichen des Halbfinales 1996.

## Trainerlaufbahn
Nach Ende seiner aktiven Karriere begann Bach 2000 als Trainer beim TuS Montabaur in der sechstklassigen Rheinlandliga. 2002 wechselte er zum Ligakonkurrenten TSV Emmelshausen, dort stieg er 2004 in die Bezirksliga Rheinland ab, schaffte jedoch 2007 den Wiederaufstieg, bevor er 2008 zum Rheinlandligisten SG Zell-Bullay/Alf wechselte. Im Jahr 2011 verließ er die SG. Seit Sommer 2012 ist Bach Trainer des Kreisligisten SV Binningen. Im Sommer 2015 übernahm er den Oberligisten SpVgg EGC Wirges, wurde allerdings nach nur sechs Ligaspielen ohne Sieg wieder entlassen. Anschließend kehrte er zum SV Binningen zurück, der mittlerweile Teil der Spielgemeinschaft SG Vordereifel geworden war.

## Trivia
Jörg Bach ist verheiratet, hat zwei Söhne und eine Tochter. Er lebt in Binningen. Hauptberuflich ist er Außendienstvertreter der Brauerei Früh. Unregelmäßig spielt er in der „Trainer Promi Elf“, einer von Bernard Dietz trainierten Mannschaft mit ehemaligen Spielern, die in Nordrhein-Westfalen gespielt haben und Benefiz-Spiele bestreiten.